# معركة أنغاور
كانت معركة أنغاور معركة من معارك حملة المحيط الهادئ في الحرب العالمية الثانية، حارب في جزيرة أنغاور في جزر بالاو من 17 سبتمبر - 22 أكتوبر 1944. وكانت هذه المعركة جزء من حملة هجومية أكبر المعروفة باسم عملية العلاف التي استمرت من يونيو 1944 إلى نوفمبر 1944 في مسرح عمليات المحيط الهادئ، وعملية الجمود الثاني على وجه الخصوص.